# Adolf Karl Daniel von Auersperg
Knez Adolf Wilhelm Karl Daniel von Auersperg, avstrijski plemič iz rodbine Auersperg, * 21. julij 1821, Praga, † 5. januar 1885, dvorec Goldegg, Neidling, Spodnja Avstrija. 
Adolf Karl Daniel von Auersperg je bil od leta 1871 do leta 1879 predsednik avstrijske vlade, tudi pokrajinski predsednik Salzburga.

## Življenje
Rodil se je stotniku knezu Karlu Wilhelmu II. Auerspergu, vojvodi Kočevskemu in njegovi ženi Friederiki Henrietti grofici von Lenthe. Adolfov brat Karl Wilhelm Philipp von Auersperg je mesto predsednika vlade imel nekaj let pred njim.
Adolf Karl Daniel se je prvič poročil z Aloísio Mladoto de Solopisk in drugič z Johanna grofico Festétics de Tólna. Iz drugega zakona je imel pet otrok: 
- Karl Maria Alexander knez Auersperg
- Johanna princesa Auersperg
- Ernestina princesa Auersperg
- Aglaë Franziska princesa Auersperg
- Franz Maria Johannes princ Auersperg

## Kariera
Auersperg je študiral pravo in nato služil kot oficir.  Leta 1867 je pričel napredovati in na si na koncu pridobil drugo najvišje mesto v državni politiki.
1. 1 2  Encyclopædia Britannica
2. 1 2  Brockhaus Enzyklopädie
3. 1 2 3  Regional Database of the Central Bohemian Research Library in Kladno